# Bottoms Up (chanson de Nickelback)
Pour les articles homonymes, voir Bottoms Up.
Singles de Nickelback
When We Stand Together
(2011) This Means War
(2012)
Bottoms Up est le trentième single du groupe Nickelback et le second de l'album Here and Now sorti en 2011.

## Classements
| Classement (2011-2012)         | Meilleure position |
| ------------------------------ | ------------------ |
| Australie (ARIA)               | 86                 |
| Canada (Hot 100)               | 31                 |
| États-Unis (Hot Rock Songs)    | 2                  |
| États-Unis (Alternative Songs) | 27                 |
| États-Unis (Mainstream Rock)   | 2                  |

## Liste des chansons
| 1.   | Bottoms Up | 3:39 |
| 3:39 |            |      |